# 파인만 도형

이 파인만 도형에서, 전자와 양전자는 소멸하여 가상광자를 생성하며 쿼크-반쿼크쌍을 이룬다. 그러고 나서 그 중 하나는 글루온을 방출한다.

양자장론에서 파인만 도형(Feynman diagram)은 양자장 혹은 통계물리의 장에서 전이진폭 혹은 상관함수의 계산에서 나타나는 항들을 나타내는 도형이다. 리처드 파인만이 도입하였으며, 그의 이름을 따라 명명되었다.
양자장론의 정준 수식화에서 파인만 도형은 산란행렬의 윅의 정리에 따른 섭동이론적 전개에서의 특정 항을 나타낸다. 이때 전이진폭은 양자계의 시작과 끝 사이의 상태에 대한 산란행렬의 성분이다.
경로적분의 관점에서 보면, 전이진폭은 계의 처음과 마지막 상태 사이의 모든 가능한 경로들의 (가중된) 합이다. 파인먼 도형은 성분이 결합하고 쪼개어지는 그림을 통해 입자의 특정 경로를 직관적으로 나타낸다.

## 파인만 도형의 규칙
파인만 도형은 일종의 그래프로, 다음과 같은 규칙을 따른다.
- 입자의 전파인자는 변으로, 입자 사이의 상호작용은 꼭짓점으로 나타낸다.
- 입자가 그 반입자와 다를 경우 (디랙 페르미온, 복소 스칼라 입자, W보손 등), 그 변은 유향(directed)변이다. 즉, 변에다 작은 화살표로 방향을 표시한다. 입자의 경우는 초기 상태에서 최종 상태를 향하여, 반입자의 경우 최종 상태에서 초기 상태를 가리킨다.
- 입자가 그 반입자와 같은 경우 (광자, Z보손, 실수 스칼라 입자 등), 화살표를 표시하지 않는다.
- 광자와 W와 Z보손은 물결선(〰)으로 나타낸다. 글루온은 꼬인 선(➿)으로 나타낸다. 기타 입자를 구별할 필요가 있으면 변 옆에 부호로 표시한다.

## 역사
리처드 파인만이 1948년에 도입하였으나, 출판하지 않았다. 출판물에서는 프리먼 다이슨이 1949년에 최초로 사용하였다.

## 같이 보기
- 줄리언 슈윙거
- 반입자
- 경로 적분 공식화
- 전파 인자

## 참고 문헌
- Smirnov, Vladimir Alexandrovich (2009). “Multiloop Feynman integrals”. 《Scholarpedia》 4 (6): 8507. doi:10.4249/scholarpedia.8507.
- Veltman, Martinus (1994년 6월). 《Diagrammatica: The Path to Feynman Diagrams》. Bibcode:1994diag.book.....V. doi:10.1017/CBO9780511564079. ISBN 9780521456920.
- Kaiser, David (2005년 6월). 《Drawing Theories Apart: The Dispersion of Feynman Diagrams in Postwar Physics》. University of Chicago Press. ISBN 9780226422664.
- Polyak, Michael (2005). “Feynman diagrams for pedestrians and mathematicians”. 《Proceedings of Symposia in Pure Mathematics》 73: 15-42. arXiv:math/0406251. Bibcode:2004math......6251P.